# Vera Feyder
 (octobre 2017).
Si vous disposez d'ouvrages ou d'articles de référence ou si vous connaissez des sites web de qualité traitant du thème abordé ici, merci de compléter l'article en donnant les références utiles à sa vérifiabilité et en les liant à la section « Notes et références ».
Pour les articles homonymes, voir Feyder.
Œuvres principales
- La Derelitta
- Un jaspe pour Liza
- La bouche de l'ogre
- Un manteau de trous

Vera Feyder, née le 16 octobre 1939 à Liège, est une femme de lettres, actrice, dramaturge et productrice de radio belge.

## Biographie
Vera Feyder est née à Liège en 1939. Son père, juif polonais meurt en déportation à Auschwitz. Atteinte de phtisie doublée d'anorexie, sa jeunesse, dans l'après-guerre, est marquée par de longs séjours traumatisants dans différents homes belges.
Elle suit les cours de l'académie Grétry à Liège, avant de publier ses premiers poèmes et d'entamer une carrière de dramaturge à Paris.
Elle publie en 1961 son premier recueil, Le temps démuni. Elle y exprime gravement, pudiquement, de façon parfois bouleversante, les souffrances qu'elle a connues, très jeune encore, pendant l'occupation de l'Europe par les Allemands. Elle publie ensuite deux autres recueils, Ferrer le sombre et Regards que la nuit... . On doit aussi à Vera Feyder des nouvelles parues dans diverses revues et de nombreuses œuvres dramatiques conçues pour la radio.
Elle a aussi écrit une quarantaine de fictions dramatiques et produit de nombreuses émissions littéraires pour France Culture.

## Publications

### Romans, récits
- La Derelitta, Stock, Paris, 1976; réédition Ubacs, 1984, La part Commune, 2000  (ISBN 978-2-234-00728-4, 978-2905373021 et 978-2844181268)
- L'Éventée, Stock, Paris, 1978. Rééd. Le Grand Miroir, Bruxelles, 2007  (ISBN 978-2-234-00959-2 et 978-2874158018)
- Caldeiras, Stock, Paris, 1982  (ISBN 978-2-234-01566-1)
- La belle voyageuse endormie dans la brousse, Le Grand Miroir, Bruxelles, 2003  (ISBN 978-2-930351-24-7)
- Le Rat, le loup et la fourmi : Fable, Tirésias, Paris, 2003  (ISBN 978-2-908527-56-8)
- Un manteau de trous, récit autobiographique, Luc Pire, Le Grand Miroir, Bruxelles, 2005  (ISBN 978-2-87415-535-2)
- L'Éventée, Luc Pire, Bruxelles, 2007  (ISBN 978-2-87415-801-8)
- O humanité !, Luc Pire, Le Grand Miroir, Bruxelles, 2008  (ISBN 978-2-8040-2486-4)
- Ne Pas Oublier de Regarder le Ciel, La Part Commune, Rennes, 2008  (ISBN 978-2-84418-143-5)

### Nouvelles
- Un jaspe pour Liza, Les Temps Modernes, Paris, 1965, Laleure Éditeur, 1976 (ASIN B0014KQRZM), Tétra-Lyre, Soumagne, Belgique, 1989.
- Nul conquérant n'arrive à temps, Atelier du Gué, Villelongue d'Aude, 1978.

### Poèmes
- Le Temps démuni, Les Nouveaux Cahiers de Jeunesse, Bordeaux, 1961 (ASIN B0014WQSCM)
- Ferrer le sombre, Rougerie, Mortenart, France, 1967.
- Pays l'absence, Millas-Martin, Paris, 1970.  (ISBN 978-2-87450-010-7)
- Delta du doute, Rougerie, Mortenart, France, 1971.
- Le sang, la trace, Éd. Lafranca, Locarno, 1973.
- Passionnaire, avec 4 gravures originales de Sonia Delaunay, André Evrard, Matta & Raoul Ubac, Éditions Numaga, Auvernier, Suisse, 1974
- Franche ténèbre, avec gravure d'Yves Doaré, Éd. Ubac, Bruxelles, 1984  (ISBN 978-2-905373-01-4) .
- Petit incinérateur de poche, Laleure Éditeur, 1987. (ASIN B0014JRNYC)
- Pour Élise, Unimuse, Tournai, Belgique, 1988.
- Eaux douces, eaux fortes, Hôtel Continental, Bruxelles, 1988.
- Le fond de l'être est froid. 1966-1992, anthologie, Rougerie, Mortenart, France, 1995.
- Dernière carte du Tendre, La Part commune, Rennes, 2007  (ISBN 978-2-84418-112-1)
- Contre toute absence : Poèmes (1960-2003), Le Taillis Pré, Châtelineau, Belgique, 2007  (ISBN 978-2-87450-010-7)

### Théâtre
- Emballage perdu, Stock, Paris, 1978, réed. Actes Sud-Papiers, Arles, 1986  (ISBN 978-2-234-00840-3 et 978-2-8694-3080-8)
- Derniers télégrammes de la nuit, Actes Sud-Papiers, Arles, 1989  (ISBN 978-2-907468-55-8)
- Le menton du chat, Actes Sud-Papiers, Arles, , 1988  (ISBN 978-2-86943-107-2)
- Le chant du retour, Actes Sud-Papiers, Arles, , 1989  (ISBN 978-2-907468-55-8)
- Impasse de la tranquillité, Actes Sud-Papiers, Arles, 1991  (ISBN 978-2-86943-312-0)
- La bouche de l'ogre, Le Grand Miroir, Bruxelles, 2002  (ISBN 978-2-930351-13-1)
- Petite suite de pertes irréparables, Lansman, Nocturnes théâtre, Carnières, Belgiques, 2002  (ISBN 978-2-87282-224-9)
- Règlements de contes, Lansman, Nocturnes théâtre, Carnières, Belgiques, 2002  (ISBN 978-2-87282-177-8)
- Le Mélampyre, Éditions L'Harmattan, Paris, 2002  (ISBN 2-7475-3012-4)
- Piano seul, L’avant-scène théâtre, Quatre Vents, Paris, 2003  (ISBN 978-2-907468-53-4)
- Deluso, L’avant-scène théâtre, Quatre Vents, Paris, 2004  (ISBN 978-2-907468-55-8)

### Divers
- Ferrer le sombre, préface d'Alain Bosquet, Rougerie, Mortenart, France, 1967 (ASIN B0014WOSME)
- Reflets, avec Maurice Federman, Laleure Éditeur, 1978 (ASIN B0014MSY24)
- Liège, Champ Vallon, Seyssel, Suisse, 1992  (ISBN 978-2-87673-133-2)
- Henri Cartier-Bresson : À Propos de Paris, avec Henri Cartier-Bresson et André Pieyre de Mandiargues, Bulfinch Pr, 1994  (ISBN 978-0-8212-2064-1)
- Correspondance (1966-1977), avec Georges Perros, La Part Commune, Rennes, 2007  (ISBN 978-2-84418-107-7)

## Filmographie

### Télévision
- 1958 : Les Cinq Dernières Minutes, épisode Les Cheveux en quatre  de Claude Loursais

## Théâtre
- 1959 : Mademoiselle Julie d'August Strindberg, mise en scène Antoine Bourseiller, Théâtre de Carcassonne
- 1959 : Les Amants d'Octave Mirbeau, mise en scène Antoine Bourseiller, Théâtre de Carcassonne

## Distinctions
- Prix découverte, 1961 pour Le Temps démuni
- Prix François Villon, 1970 pour Pays l'absence
- Prix Broquette-Gonin (littérature) de l'Académie française 1975 pour Passionnaire
- Prix Victor-Rossel 1977 pour  La Derelitta
- Prix Radio de la SACD 1985, pour l’ensemble de son œuvre
- Prix de poésie de la SGDL en automne 1995 pour Le fond de l'être est froid
- Prix Louis Praga 1996 de l'Académie de Langue et Littérature françaises de Belgique pour sa pièce Piano seul.
- Prix Littérature Amnesty 2003 pour La Bouche de l'ogre.
- Prix Paul-Verlaine de l’Académie française 2008 pour l’ensemble de son œuvre